# Syzranka
La Syzranka (in russo Сы́зранка?) o Syzran' (Сызрань) è un fiume della Russia europea, tributario di destra del Volga. Scorre nelle oblast' di Ul'janovsk e di Samara.

## Descrizione
La sorgente del fiume si trova vicino al villaggio di Karmalejka, nel distretto Baryšskij, il fiume scorre lungo le Alture del Volga in direzione prevalentemente orientale. La sua lunghezza è di 168 km, il bacino idrografico di 5 650 km². Vicino alla città di Syzran', confluisce nel bacino idrico di Saratov sul fiume Volga, a 1 269 km dalla sua foce. La portata media annua dell'acqua a 46 km dalla foce è di 13,8 m³/s. Gela da fine ottobre - inizio dicembre, sino a fine marzo - prima metà di aprile.